# Madrid, Alabama
Madrid là một thị trấn thuộc quận Houston, tiểu bang Alabama, Hoa Kỳ. Dân số năm 2009 là 341 người, mật độ đạt 68 người/km².